# Voskresenovka (Oblast' autonoma ebraica)
Voskresenovka (in lingua russa Воскресеновка) è un centro abitato dell'Oblast' autonoma ebraica, situato nel Leninskij rajon.